# Kranzberg (Kreis Heiligenbeil)
Kranzberg ist eine Wüstung im Kreis Heiligenbeil in Ostpreußen. Die frühere Ortsstelle befindet sich heute im Rajon Gurjewsk innerhalb der russischen Oblast Kaliningrad.

## Geographische Lage
Das Vorwerk Crantzberg – nach 1785 Cranzberg und erst nach 1871 Kranzberg geschrieben – war ein Wohnplatz im Gutsort Brandenburg (Frisches Haff) (heute russisch Uschakowo) im ostpreußischen Kreis Heiligenbeil.
Am 30. September 1928 wurde Kranzberg aus dem Gutsbezirk Brandenburg ausgegliedert und zusammen mit Kamnicken in die Landgemeinde Schoschen (bis 1928: Schoyschen) eingemeindet.
In Kriegsfolge kam Kranzberg 1945 mit dem gesamten nördlichen Ostpreußen zur Sowjetunion, allerdings ohne weitere Erwähnung seines Namens. Eine russische Namensgebung oder auch eine Zuordnung zu einem Dorfsowjet ist nicht bekannt. Der Ort gilt als untergegangen. Seine Ortsstelle liegt im Rajon Gurjewsk (Bereich Neuhausen) in der Oblast Kaliningrad (Gebiet Königsberg (Preußen)) Russlands.

## Religion
Kranzberg gehörte bis 1945 zum Kirchspiel der evangelischen Kirche Brandenburg (Frisches Haff) (russisch Uschakowo) in der Kirchenprovinz Ostpreußen der Kirche der Altpreußischen Union.

## Verkehr
Die Ortsstelle Kranzbergs ist von der Ortsstelle Schoschen aus über Landwegsverbindungen zu erreichen.